# The Arsonist
The Arsonist det tyska thrash metal-bandet Sodoms sjuttonde studioalbum, utgivet i juni 2025 på Steamhammer och i Japan på Avalon. Den japanska utgåvan innehåller EP:n 1982 från 2023 som bonusspår.
Tre singlar släpptes: "Trigger Discipline", "Taphephobia" och "Witchhunter". Till två förra gjordes textvideor och till den senare en musikvideo. Låten är tillägnad den framlidne Christian "Witchhunter" Dudek, bandets tidigare trummis.

## Låtlista
1. "The Arsonist" (instrumental) – 1:02
2. "Battle of Harvest Moon" – 4:12
3. "Trigger Discipline" – 3:52
4. "The Spirits That I Called" – 2:57
5. "Witchhunter" – 3:13
6. "Scavenger" – 4:01
7. "Gun Without Groom" – 4:43
8. "Taphephobia" – 3:42
9. "Sane Insanity" – 4:03
10. "A.W.T.F." – 3:57
11. "Twilight Void" – 4:44
12. "Obliteration of the Aeons" – 3:53
13. "Return to God in Parts" – 4:28

## Medverkande
Musiker
- Tom Angelripper – sång, basgitarr
- Frank Blackfire – gitarr
- Yorck Segatz – gitarr
- Toni Merkel – trummor

Produktion
- Toni Merkel – producent, inspelningstekniker, mixning
- Sebastian Breidecker – producent, inspelningstekniker, mixning
- Joachim Heinz Ehrig – mastering
- Zbigniew Bielak – albumkonst
- Jens Reinhold – layout, bookletillustrationer
- Moritz "Mumpi" Künster – foto